# هيروكي إيإيدزوكا
هيروكي إيإيدْزُكا (باليابانية: 飯塚 浩記) (4 أبريل 1978 في شيزوكا في اليابان – )؛ هو لاعب كرة قدم ياباني سابق كان يلعب كلاعب وسط.

## وصلات خارجية
- هيروكي إيإيدزوكا على موقع رابطة كرة القدم اليابانية للمحترفين (اليابانية)